# レーデブライト

鉄-炭素相図

鉄工冶金において、レーデブライトとは鉄中に4.3%炭素を含む混合物であり、オーステナイトとセメンタイトの共融混合物である。
炭素レベルが高すぎるため鋼の一種ではないが、一部の高炭素鋼においては別の成分として生じることがある。主に鋳鉄の過程のセメンタイトまたはパーライトでみられる。

## 概説
その名は冶金学者Karl Heinrich Adolf Ledebur(1837–1906)にちなむ。彼はフライベルク鉱山学校(Bergakademie Freiberg)最初の冶金学教授であり、1882年にレーデブライトを発見した。
レーデブライトは、炭素含有量が2.06%から6.67%のときに生じる。オーステナイトとセメンタイトの共融混合物は、炭素4.3%、Fe3C:2Fe、融点1147 °Cである。
レーデブライト-II（周囲温度）は、再結晶した二次セメンタイト（金属が冷えるとオーステナイトから分離する）と（ゆっくりと冷える）パーライトを含むセメンタイト-Iで構成される。パーライトは、723 °Cにおけるレーデブライト-Iに由来するオーステナイトの共析崩壊から生じる。もっと急速に冷却すると、パーライトではなくベイナイトが発展し、非常に急速に冷却するとマルテンサイトが発展する。